# József Lengyel
Pour les articles homonymes, voir Lengyel (homonymie).
Dans le nom hongrois Lengyel József, le nom de famille précède le prénom, mais cet article utilise l’ordre habituel en français József Lengyel, où le prénom précède le nom.
József Lengyel est un poète et romancier hongrois né le 4 août 1896 à Marcali et mort le 14 juillet 1975 à Budapest, en Hongrie. 

## Biographie
Il révèle ses talents poétiques dans la revue moderniste A Tett (« L'Action »). En 1918, il est membre fondateur et rédacteur de l'organe du Parti communiste hongrois le Vörös Újság (« Journal rouge ») mais il est arrêté en 1919 par les autorités du régime de Mihály Károlyi. Le 21 mars, la veille de l'établissement de la république des conseils de Hongrie instaurée à la suite de la révolution prolétarienne hongroise dirigée par Béla Kun, il est élargi. Il se remet à travailler au Vörös Újság où il dirige la rubrique culturelle et devient directeur de Ifjú proletár (« Le Jeune Prolétaire »). De plus il rédige des brochures et donne des cours d'agitprop. Après la chute de ce nouveau gouvernement, il fuit à Vienne où il étudie l'œuvre de Lao Tseu, le Dao de jing et devient « christianiste », ce qui ne l'empêche pas de rejoindre ses camarades communistes. Il quitte la capitale autrichienne en 1927 et s'établit à Berlin où il continue en travaillant dans des quotidiens de gauche, s'initie au métier de reporter photographe tout en étudiant les possibilités artistiques du cinéma. En 1928, il arrive à Moscou où il travaille en tant que journaliste dans le cercle des écrivains hongrois en exil pour le quotidien de langue hongroise Sarló és Kalapács (« La Faucille et le Marteau ») dans la maison du même nom. En outre il écrit des nouvelles, des essais, un roman de reportage, un roman d'intrigue et devient collaborateur d'une entreprise cinématographique. En 1938 il est arrêté pour propagande des idées de Béla Kun et envoyé dans un camp de concentration soviétique. Après la Seconde Guerre mondiale, il est exilé en Sibérie où il travaille comme veilleur de nuit dans un kolkhoze. En 1955, réhabilité et libéré, il peut retourner en Hongrie où il obtient le prix Kossuth en 1963.
Atteint d'un cancer, il meurt en 1975 et est inhumé au cimetière de Farkasrét à Budapest.

## Œuvres
- 1930 : Visegrádi utca (« La rue de Visegrád ») narre la formation du parti communiste en 1919.
- 1937 : Prenn Ferenc hányatott élete (« La Vie mouvementée de Ferenc Prenn »), roman publié en 1958
- 1963 : Elejétől végig (« Du commencement à la fin »)
- 1965 : Mit bír az ember (« Endurance humaine ») contient deux récits :
  - Újra a kezdet (« La boucle se referme »)
  - Trend Richárd vallomásai (« Les cahiers de Richard Trend »)

## Filmographie

### Scénariste
- 1934 : Emmy d'István Székely ou Steve Sekely
- 1963 : Oldás és kötés (Cantate) de Miklós Jancsó d'après sa nouvelle
- 1970 : Igézö de Miklós Szinetár d'après sa nouvelle
- 1971 : Agitátorok de Dezsö Magyar